# Margaret Mitchell

Margaret Munnerlyn Mitchell (Atlanta, 8 novembre 1900 – Atlanta, 16 agosto 1949) è stata una scrittrice e giornalista statunitense.

## Biografia
Nata ad Atlanta in una famiglia benestante e politicamente importante. Suo padre, Eugene Muse Mitchell, era un avvocato, e sua madre, Mary Isabel "May Belle" (o "Maybelle") Stephens, era suffragetta.
Aveva due fratelli, Russell Stephens Mitchell, che morì nella prima infanzia nel 1894, e Alexander Stephens Mitchell, nato nel 1896.
All'età di 14 anni Mitchell entra nel Washington Seminar, un college femminile privato dove studia rivelando tutto il suo talento. 
Compiuti i 18 anni si iscrive al corso superiore di medicina allo Smith College di Northampton, nel Massachusetts ma gli studi vengono interrotti a causa della morte della madre. 
Margaret torna a casa, ad Atlanta, dove nel 1922 sposa Berrien Kinnard Upshaw. Il matrimonio si rivela un fallimento e lui esce dalla sua vita lasciandole la libertà necessaria per ricominciare da capo.
Negli anni 20 l'autrice diventa una collaboratrice dell'Atlanta Journal Sunday Magazine: memorabile fu la sua intervista a Rodolfo Valentino.
Nel 1926 Margaret si risposa con John Marsh, un agente pubblicitario, e lascia il lavoro per cominciare a scrivere un romanzo ambientato durante la guerra di secessione, la cui stesura la terrà impegnata per quasi 10 anni. Il libro viene pubblicato nel Giugno del 1936 col titolo Via col vento (Gone with the wind) prendendo a prestito il verso suggestivo di una poesia di Ernest Dowson, e diventa subito un best seller: in un solo mese ne vengono vendute ben 180 000 copie.
Nel 1937, grazie all'opera, Mitchell vince il Premio Pulitzer e l'anno seguente è candidata al Premio Nobel per la letteratura. Quasi immediatamente partono anche le trattative col produttore cinematografico David O. Selznick che dal libro vuol trarre un film. Margaret fa molta resistenza e non vorrebbe partecipare né alla stesura della sceneggiatura, né alla scelta del cast. Nel 1939 dal romanzo è stata infine tratta la pellicola omonima per la regia di Victor Fleming che ricevette tredici nomination al premio oscar aggiudicandosi otto statuette, oltre a due premi speciali.
Quando scoppia la seconda guerra mondiale, Mitchell entra a far parte della Croce Rossa americana e diventa istruttrice di primo soccorso. Nel 1943 crea una Recreation room a favore dei soldati di stanza nel Piedmont Park. Nel dopoguerra Margaret ritorna ad Atlanta intenzionata a riprendere l'attività letteraria ma la sera dell'11 agosto 1949, attraversando un incrocio, un tassista fuori servizio, Hugh Gravitt, la investe: Margaret Mitchell morirà il 16 agosto del 1949, dopo 5 giorni di coma.
Prima di morire, Margaret Mitchell fece testamento e dispose che tutta la sua produzione letteraria venisse distrutta: le sue volontà sono state tenute in considerazione dai suoi eredi.
Per decenni si è creduto che l'unica sua opera letteraria nota fosse il pluripremiato Via col vento.
Nel 1995 però, con grande sorpresa dei suoi curatori, fu consegnato al "Road to Tara Museum" - che la contea di Jonesboro dedicò alla memoria della scrittrice - un inedito manoscritto della scrittrice, risalente al 1916. Si trattava del racconto "Lost Laysen" (in italiano "L'Isola in fondo al mare", edito poi da Rizzoli) vergato a mano su due quaderni: Mitchell li regalò all'amico di infanzia Henri Love Angel, che li custodì e tramandò in famiglia fino ad allora.
Pur essendo stato scritto in giovane età, esso contiene già tutti gli elementi che avrebbero reso famosa l'autrice solo vent'anni dopo: pur non essendo molto conosciuto ai più, è dunque considerabile un'opera di grande interesse storico e letterario.
Sulla vita della scrittrice è stato realizzato un film tv: La travolgente storia d'amore di Margaret Mitchell (1994) interpretato da Shannen Doherty.

## Opere
- 1916 Lost Laysen, racconto,  L'Isola in fondo al mare, Milano, Rizzoli
- 1936 Gone with the wind,  Via col vento